# Kastanjemyrpitta
För fågelarten Grallaria capitalis, se rödbrun myrpitta.
Kastanjemyrpitta (Grallaria blakei) är en fågel i familjen myrpittor inom ordningen tättingar.

## Utseende och läte
Kastanjemyrpitta är en typisk Grallaria med upprätt hållning, bukigt utseende och mycket kort stjärt. Fjäderdräkten är mestadels enfärgat kastanjebrun. Den är mycket lik chachapoyasmyrpittan, men saknar tydlig ögonring. Sången består av en snabb och visslad drill som varar i några sekunder.

## Utbredning och systematik
Fågeln förekommer i Andernas östsluttning i norra Peru (Amazonas söder om Marañónfloden söderut till Huánuco norr om Huallagafloden). Den behandlas som monotypisk, det vill säga att den inte delas in i några underarter. Tidigare inkluderades även populationer i södra Peru, men dessa urskiljs numera efter studier som egna arter, oxapampamyrpitta (G. centralis) och ayacuchomyrpitta (G. ayacuchensis).

## Levnadssätt
Kastanjemyrpitta är begränsad till molnskogar. Där bebor den tät undervegetation och är mycket svår att få syn på. Fågeln håller sig vanligen på marken utom när den sjunger.

## Status och hot
Arten har ett stort utbredningsområde, men tros minska i antal, dock inte tillräckligt kraftigt för att den ska betraktas som hotad. Internationella naturvårdsunionen IUCN listar arten som livskraftig (LC). Beståndet uppskattas till i storleksordningen 20 000 till 50 000 vuxna individer. Notera dock att IUCN även inkluderar populationer i södra Peru i bedömningen, som numera vanligen urskiljs som egna arter (se ovan).